# Université de commerce et d'économie de Poltava
L'université de commerce et d'économie de Poltava (PUET) (ukrainien : Полтавський університет економіки і торгівлі; russe : Полтавский университет экономики и торговли une des plus grandes et les plus prestigieuses universités à Poltava.

## Histoire de l’université
En 1970 elle était une branche de l'université de Lviv.